# Guillermo I de Escocia
Guillermo I de Escocia (en gaélico medieval: Uilliam mac Eanric; en gaélico moderno: Uilleam mac Eanraig), conocido como el León o Garbh, "el Bruto", (Huntingdon, 1142/1143-Stirling, 4 de diciembre de 1214) fue rey de Escocia de 1165 a 1214. Su reinado fue el segundo más largo de la Historia de Escocia antes del Acta de Unión con Inglaterra en 1707 (el de Jacobo VI fue el más largo: 1567-1625). Se hizo rey después de la muerte de su hermano, Malcolm IV, el 9 de diciembre de 1165 y fue coronado el 24 de diciembre de 1165.

## Biografía
Era hijo del príncipe Enrique de Escocia y de Adeline de Varenne. Apresado por el rey Enrique II de Inglaterra en 1174, en Alnwick, se vio obligado a reconocerle vasallaje.

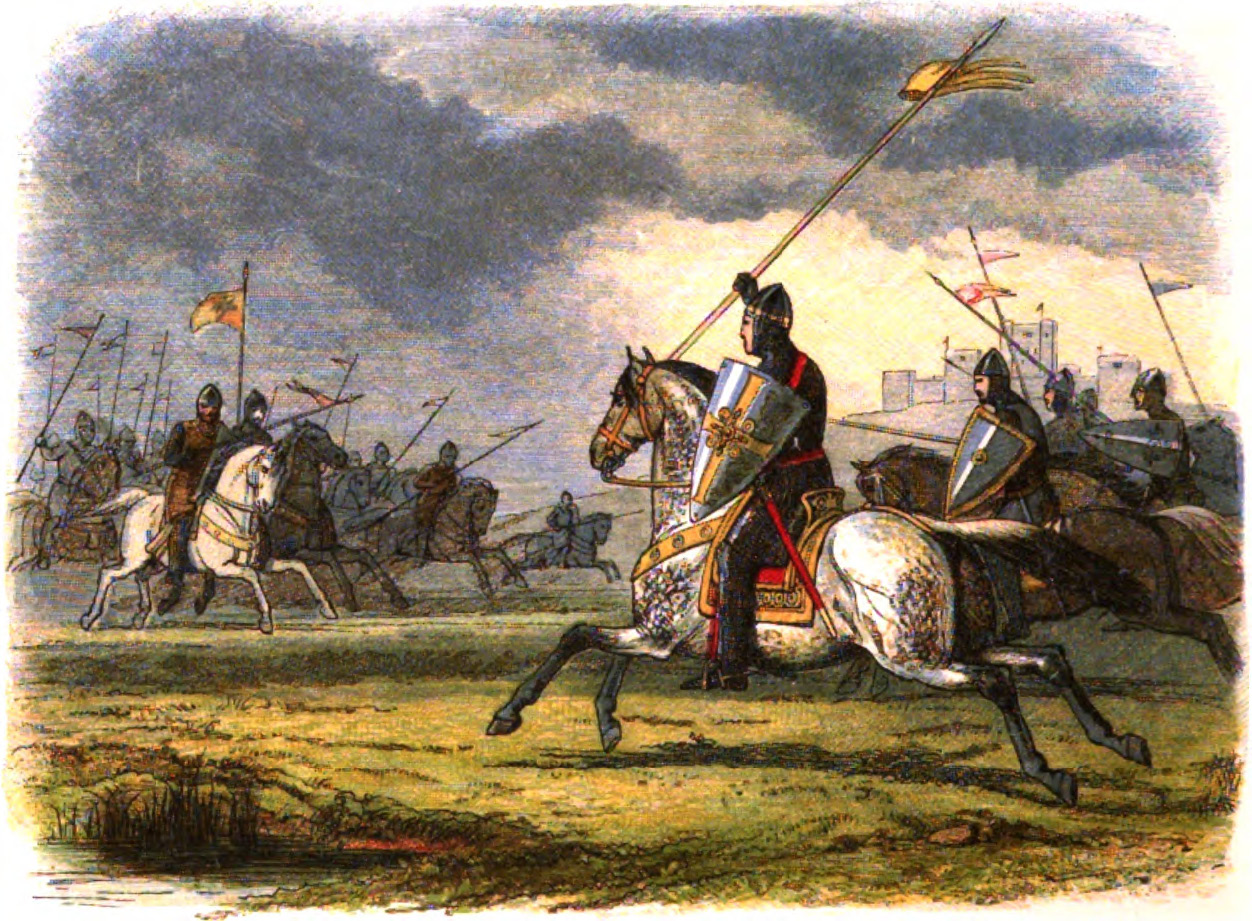
Guillermo el León ataca imprudentemente al ejército inglés en la batalla de Alnwick y es capturado. James William Edmund Doyle (1864).

Recuperó la independencia de Escocia en 1189 bajo el reinado de Ricardo I de Inglaterra, pero fue derrotado por Juan sin Tierra en 1209.
Se casó con Ermengarda de Beaumont en el Palacio de Woodstock el 5 de septiembre de 1186. Tuvieron cuatro hijos:
- Margarita (1193-1259), casada con Hubert de Burgh, primer conde de Kent.
- Isabel (1195-1253), casada con Roger Bigod, IV conde de Norfolk.
- Alejandro II (1198-1249), rey de Escocia.
- Marjorie (1200-1244), casada con Gilbert Marshal, cuarto conde de Pembroke.